# Градоначальнический спуск (Таганрог)
Градоначальнический спуск — один из старейших спусков к морю в Таганроге.

## География
Градоначальнический спуск соединяет улицу Шмидта с Портовой улицей, спускаясь от дома Волкова-Реми (ул. Шмидта, 16) к морю.

## История
С 1895 по 1920-е годы возле обрыва над Градоначальническим спуском, напротив нынешней улицы Шмидта, располагалась часовня «Ясли».
5 июня 1991 года в связи с приближающимся 300-летием основания города Таганрога и Военно-морского флота России Советом министров РСФСР было принято постановление N 307 «О комплексной реконструкции и реставрации культурно-исторического центра города Таганрога».
В соответствии с этим постановлением Градоначальнический спуск подлежал реставрации и капитальному ремонту в 1991—1998 годах, но, к сожалению, эти работы не были выполнены.
В 2022 году сквер Градоначальнического спуска попал в программу Всероссийского конкурса лучших проектов благоустройства в малых городах и исторических поселениях. Разрабатываемый проект предполагает благоустройство сквера по Портовой улице, между площадью Морского вокзала и улицей Адмирала Крюйса..

## Галерея

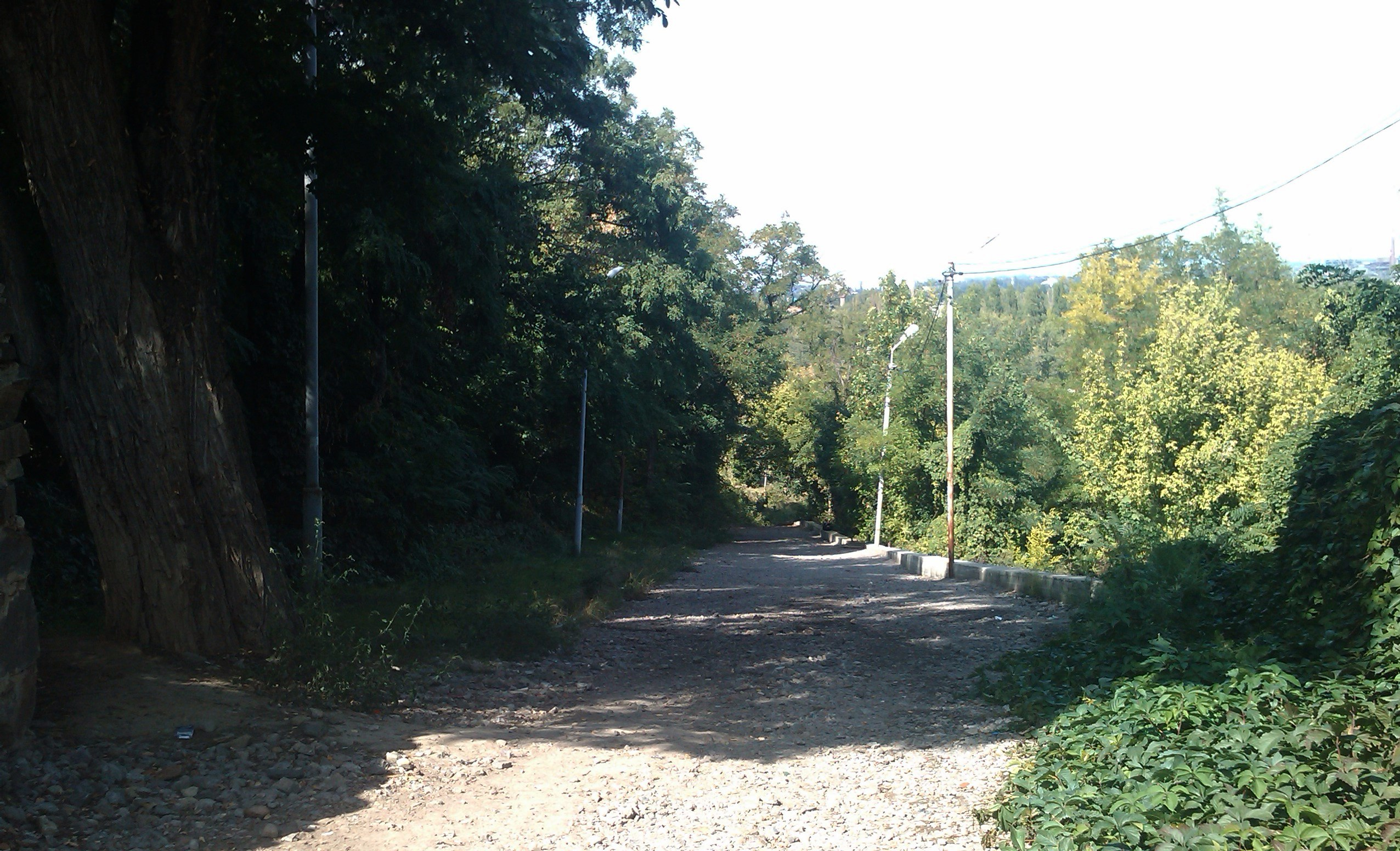
Вид на спуск от ул. Шмидта, 2013

## Спуски Таганрога
В связи с особенностями расположения Таганрога наверху мыса, имеющего почти везде крутые склоны, к тому же с глинистым грунтом, сообщение с морем и побережьем могло осуществляться только посредством устройства специальных спусков (съездов). За всю историю Таганрога было построено семь спусков: Биржевой, Градоначальнический, Дуровский, Кампенгаузенский, Комсомольский, Мало-Биржевой, Флагманский, носившие в различные периоды разные названия.